# 格拉菲尼亚纳
格拉菲尼亚纳（義大利語：Graffignana），是意大利洛迪省的一个市镇。总面积10平方公里，人口2675人，人口密度267.5人/平方公里（2009年）。ISTAT代码为098028。